# Peter René Oscar Bally
Peter René Oscar Bally (* 9. Mai 1895 in Schönenwerd; † 21. Juni 1980 in Nairobi) war ein Schweizer Botaniker, Taxonom, Chemiker und Entdeckungsreisender. Sein offizielles botanisches Autorenkürzel lautet „P.R.O.Bally“.

## Leben
Bally war ein Sohn von Oscar Bally und studierter Chemiker. Von 1938 bis 1958 war er Direktor des Herbariums des Nairobi National Museum. Bekannt wurde er durch seine Studien zur Pflanzenfamilie Asclepiadoideae (heute eine Unterfamilie der Apocynaceae). Die Pflanzenart Euphorbia cussonioides wurde von ihm 1958 zuerst beschrieben. Im Jahr 1973 wurde ihm von der Universität Basel der Ehrendoktortitel verliehen.

## Ehrungen
Zu Ehren von Bally wurden verschiedene Pflanzenarten benannt, unter anderem Adenia ballyi, Aloe ballyi, Echidnopsis ballyi, Euphorbia proballyana, Kalanchoe citrina var. ballyi und Sansevieria ballyi. Auch die Pflanzengattungen Ballya Brenan von der Familie der Commelinagewächse (Commelinaceae) und Ballyanthus Bruyns von der Familie der Hundsgiftgewächse (Apocynaceae) wurden nach ihm benannt.

## Werke
- P.R.O. Bally: The Genus Monadenium: With Descriptions of 21 New Species. Benteli, 1961.